# Pachyntheisa
Pachyntheisa är ett släkte av insekter. Pachyntheisa ingår i familjen kilstritar.
Kladogram enligt Catalogue of Life:
| Pachyntheisa | \| \| Pachyntheisa concinna \| \| \| \| \| \| Pachyntheisa excelsior \| \| \| \| |
|              | \| \| Pachyntheisa concinna \| \| \| \| \| \| Pachyntheisa excelsior \| \| \| \| |
|              | Pachyntheisa concinna                                                            |
|              |                                                                                  |
|              | Pachyntheisa excelsior                                                           |
|              |                                                                                  |